# Stephen Roberts
Pour les articles homonymes, voir Roberts.
Pour l'acteur américain, voir Stephen Roberts (acteur).
Stephen Roberts est un réalisateur américain né le 23 novembre 1895 à Summersville, Virginie-Occidentale (États-Unis), et mort le 17 juillet 1936 à Beverly Hills (Los Angeles).

## Filmographie
- 1923 : Somebody Lied
- 1924 : Cheer Up
- 1925 : The Cloudhopper (+ scénariste)
- 1925 : Have Mercy
- 1925 : Fare, Please
- 1925 : Hot and Heavy
- 1925 : Beware
- 1925 : Fair Warning
- 1925 : Fire Away
- 1925 : Framed
- 1926 : Live Cowards
- 1926 : Hold 'Er Sheriff!
- 1926 : Hold Your Hat
- 1926 : Light Housekeeping
- 1926 : Sky Bound
- 1926 : The Tin Ghost
- 1926 : Who's My Wife?
- 1926 : Hanging Fire
- 1926 : Who Hit Me?
- 1926 : Solid Gold
- 1926 : Don't Miss
- 1926 : Kiss Papa
- 1926 : The Radio Bug
- 1926 : Flaming Romance
- 1926 : Much Mystery
- 1927 : High Sea Blues
- 1927 : Hot Lightning
- 1927 : Brain Storms
- 1927 : Jungle Heat
- 1927 : Queens Wild
- 1927 : Sure Cure
- 1927 : High Spots
- 1927 : Batter Up
- 1927 : Fox Tales
- 1927 : Seeing Stars
- 1927 : Ain't Nature Grand
- 1927 : Red Hot Bullets
- 1928 : Leaping Luck
- 1928 : Racing Mad
- 1928 : His Maiden Voyage
- 1928 : Kitchen Talent
- 1928 : The Lost Laugh
- 1928 : Call Your Shots
- 1928 : Polar Perils
- 1928 : Stage Frights
- 1928 : Hot or Cold
- 1928 : Social Prestige
- 1929 : Going Places
- 1929 : Whoopee Boys
- 1929 : Smart Steppers
- 1929 : Parlor Pests
- 1929 : Those Two Boys
- 1929 : Cold Shivers
- 1929 : Hot Times
- 1929 : What a Day!
- 1929 : Honeymooniacs
- 1929 : Look Out Below
- 1929 : Hunting the Hunter
- 1929 : The Talkies
- 1929 : The Madhouse
- 1929 : Romance De Luxe

### Années 1930
- 1930 : Hot -- And How!
- 1930 : Oh Darling
- 1930 : The Big Jewel Case
- 1930 : Dad Knows Best
- 1930 : Trouble for Two
- 1930 : Western Knights
- 1930 : Bitter Friends
- 1930 : Hail the Princess
- 1930 : Peace and Harmony
- 1930 : French Kisses
- 1930 : How's My Baby?
- 1930 : His Error
- 1930 : Love a la Mode
- 1930 : My Harem
- 1930 : Their Wives' Vacation
- 1930 : The Laughback
- 1931 : The Royal Bluff
- 1931 : Arabian Knights
- 1931 : Let's Play
- 1931 : Here's Luck
- 1931 : Parisian Gaities
- 1932 : Sky Bride
- 1932 : Le Provocateur (Lady and Gent)
- 1932 : The Night of June 13
- 1932 : Si j'avais un million (If I Had a Million)
- 1933 : La Déchéance de miss Drake (The Story of Temple Drake)
- 1933 : One Sunday Afternoon
- 1934 : El Matador (The Trumpet Blows)
- 1935 : Romance in Manhattan
- 1935 : L'Étoile de minuit (Star of Midnight)
- 1935 : L'Homme qui fait sauter la banque (The Man Who Broke the Bank at Monte Carlo)
- 1936 : Madame consent (The Lady Consents)
- 1936 : Mon ex-femme détective (The Ex-Mrs. Bradford)